# Орловское сельское поселение (Новоусманский район)
Орловское сельское поселение — муниципальное образование в составе Новоусманского района Воронежской области.
Административный центр — село Орлово.

## Административное деление
В состав поселения входит 4 населённых пункта:
- село Орлово
- село Горки
- село Макарье
- посёлок Малые Горки

## Экономика
На территории поселения работают предприятия ООО «Логус агро» и ТНВ «Машков и компания „Красинское“».